# Popovac (Čelinac)
Pour les articles homonymes, voir Popovac.
Popovac (en serbe cyrillique : Поповац) est un village de Bosnie-Herzégovine. Il est situé dans la municipalité de Čelinac et dans la république serbe de Bosnie. Selon les premiers résultats du recensement bosnien de 2013, il compte 190 habitants.

## Histoire
Popovac est le lieu de naissance de Radoslav Brđanin, un criminel de guerre Serbes de Bosnie et Herzégovine. En 2004, il a été condamné à 32 ans d'emprisonnement par le Tribunal pénal international pour l'ex-Yougoslavie pour les crimes commis pendant la Bosnie. La phrase, qu'il sert dans Danemark, a été réduite de deux ans en appel en 2008.

## Démographie

### Répartition de la population par nationalités (1991)
En 1991, le village comptait 306 habitants, répartis de la manière suivante :

### Communauté locale
En 1991, la communauté locale de Popovac comptait 1 334 habitants, répartis de la manière suivante :
| Popovac,Recensement 2013 : Total 190 habitants |              |              |              |
| Année                                          | 1991.        | 1981.        | 1971.        |
| Serbes                                         | 303 (99,02%) | 443 (98,88%) | 594 (99,83%) |
| Croates                                        | –            | –            | 1 (0,168%    |
| Bosniaques                                     | –            | 1 (0,223%)   | –            |
| Yougoslaves                                    | 1 (0,327%)   | 1 (0,223%)   | –            |
| Inconnus/autres                                | 2 (0,654%)   | 3 (0,670%)   | –            |
| Total                                          | 306          | 448          | 595          |